# Následné norimberské procesy

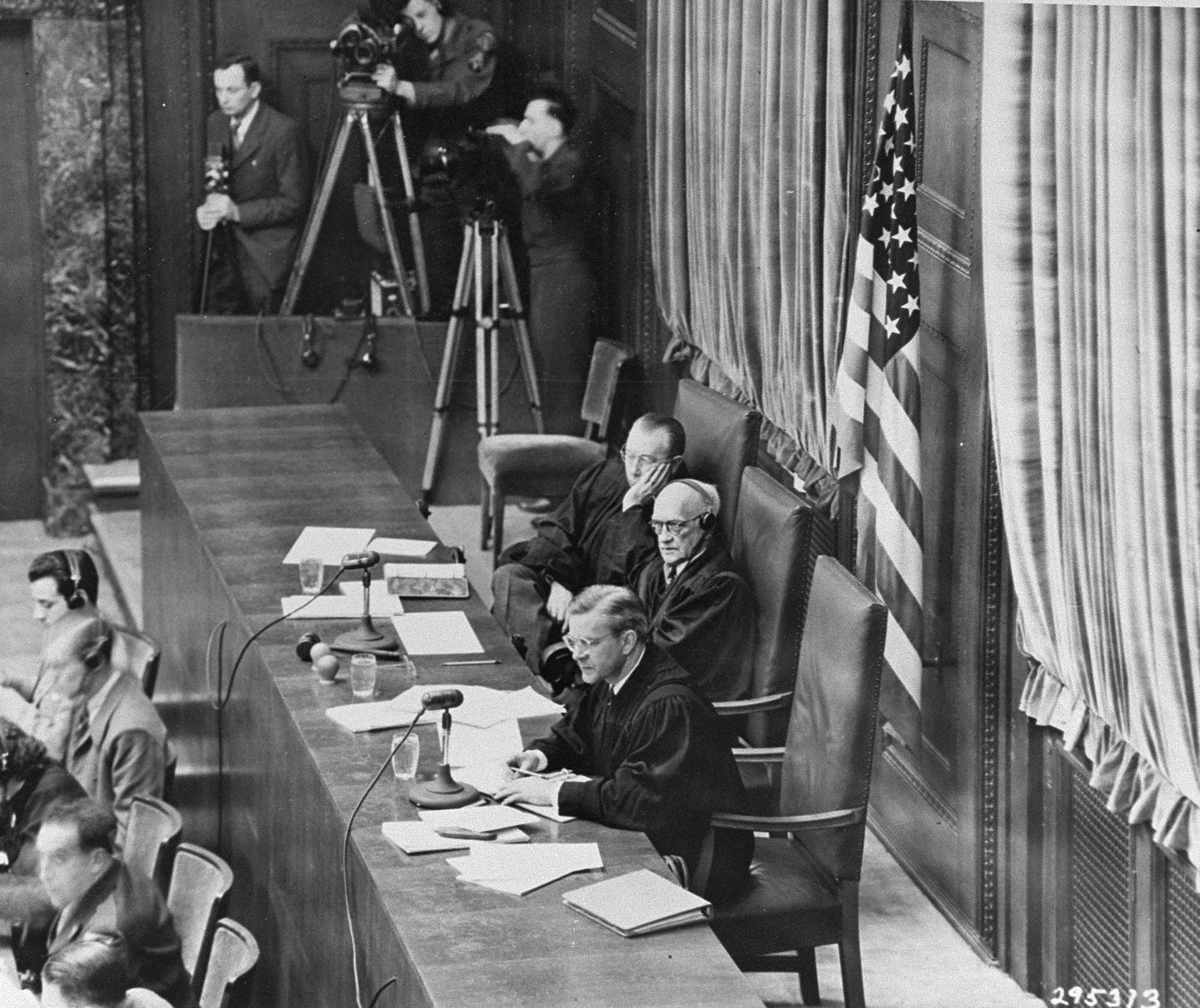
Soudci v Kruppově procesu (odzadu dopředu: Daly, Anderson a Wilkins)

Následné norimberské procesy (formálně Procesy s válečnými zločinci před norimberskými vojenskými tribunály) bylo dvanáct amerických vojenských tribunálů pro válečné zločiny proti vojenským, politickým a ekonomickým představitelům nacistického Německa po druhé světové válce. Procesy proběhly mezi lety 1946 až 1949 po skončení Norimberského procesu před Mezinárodním vojenským tribunálem.

## Pozadí
Před Mezinárodním vojenským tribunálem byl původně plánován více než jeden soudní proces, avšak pro narůstající rozpory mezi vítěznými mocnostmi se plány staly neuskutečnitelnými. Spojenecká kontrolní rada vydala 20. prosince 1945 direktivu číslo 10, kterou zmocnila okupační mocnosti ke stíhání válečných zločinců v okupačních zónách pod jejich správou. Po skončení Norimberského procesu zahájily americké úřady podle této direktivy celkem dvanáct soudních procesů, které proběhly rovněž v Norimberku. Soudci stejně jako žalobci byli Američané, vedoucím sboru žalobců byl brigádní generál Telford Taylor. Podobné procesy proběhly i v dalších okupačních zónách.

## Soudy
Mezi 9. prosincem 1946 a 13. dubnem 1949 proběhlo dvanáct procesů, první z nich byl mezi 9. prosincem 1946 a 20. srpnem 1947 tzv. lékařský proces, následovaný procesem s Erhardem Milchem od 2. ledna do 17. dubna 1947.